# فلقورة متوطنة
فلقورة متوطنة (الاسم العلمي:Fulgora populata†)  هي نوع من الحشرات يتبع جنس الفلقورة من الفصيلة الفلقورية.